# オスカー・ボナベナ
オスカー・ボナベナ（Oscar Bonavena、本名：オスカー・ナタリオ・ボナベナ (Oscar Natalio Bonavena)、1942年9月25日 - 1976年5月22日）は、アルゼンチンの元プロボクサー。ブエノスアイレス出身。元ヘビー級世界ランカー。
ビートルズのリンゴ・スターに型が似ていると、付いた渾名（あだな）が“リンゴー”。勇猛果敢なパワー・ファイターで、1966年9月21日、東京オリンピックの金メダリストジョー・フレージャーと対戦、ダウンを奪う猛攻で追い詰めたが、判定負け。1968年12月10日には、フレージャーの持つニューヨーク州公認世界ヘビー級タイトルに挑み、これも判定で敗れたものの、フレージャーの左フックに耐えて一歩も引かない打ち合いを展開、一躍その名を挙げた。
1970年12月7日、カムバックしたモハメド・アリとノンタイトルで闘い、最終回KO負け。
対戦時にアリがボナベナにつけたアダ名が『パンパスの色気違い』。
試合前の共同記者会見ではアリをクレイと呼び続けて挑発した。
試合は大健闘でテレビ観戦していたフレイジャーは形勢不利アリの勝利はなかろうと、11Rでテレビを消して就寝したといわれる。
1976年5月、ラスベガスで誤射され死亡した。

## 通算戦績
68戦58勝（44KO）9敗1引分け